# Bożena Intrator

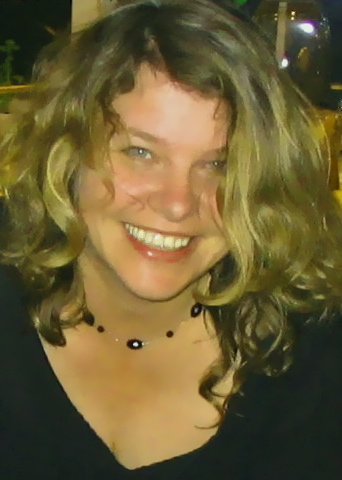
Bożena Intrator (2006)

Bożena Intrator (* 1964 als Bożena Wnukowska) ist eine polnisch-amerikanische Schriftstellerin und Übersetzerin.

## Leben
Intrator hat an der New York University studiert und das Studium im Jahr 1990 mit dem Titel Master of Philosophy abgeschlossen. Andere Ausbildungsstätten waren u. a. dir University of Southern California, Universität Wien, Institut für Dolmetscher- und Übersetzerausbildung in Wien, und die Universität Warschau.

## Berufliche Erfahrung
Sie hat an verschiedenen Werbeprojekten in New York, Paris, Wien und Warschau gearbeitet. Sie veröffentlichte in literarischen Zeitschriften in Österreich, Polen und in den USA. Lieder mit ihren Liedtexten erschienen auf verschiedenen CDs.
Als Übersetzerin und Dolmetscherin arbeitete sie im Auftrag verschiedener Unternehmen, z. B. Drehbuchforum Wien, Stiftung Weiterbildung Film und Audiovision in der Schweiz und  verschiedenen Theatern in Łódź und Warschau.
Sie veröffentlicht Liedtexte, Gedichte, Erzählungen, Romane,  Theaterstücke, übersetzt und bearbeitet Theaterstücke, Drehbücher, Artikel, Fotos und Bilder. Ihre Veröffentlichungen erfolgen auf Deutsch, Polnisch und Englisch.
Intrator ist bei Sony/ATV Music Publishing Poland und EMI Polen (Liedtexte) unter Vertrag.
Daneben ist sie Mitglied von ZAiKS, Verein zur Förderung der Sprachmittlerischen Publikationen (Wien).
Sie wird repräsentiert von der Agentur ADiT (Polen).

## Werke
- Gedichte-Band: Szepczac-Geflüster, Wydawnictwo Edukacyjne, Polen, 1999 (zweisprachig - PL, DE)
- Gedichte-Band + CD: So nahe und so weit – Tak blisko i tak daleko. Akademia Wilanowska, Polen 2006 (zweisprachig – polnisch, deutsch)
- Gedichte und Gedichtübersetzungen in folgenden Anthologien:
  - Moderne Polnische Lyrik
  - Moderne Österreichische Lyrik
  - Auschwitz Gedichte
  - Na mojej ziemi był Oświęcim
- Roman Luft nur, Röschnarrverlag, Österreich, 1995
- Prosa und Gedichte in diversen literarischen Zeitschriften
- Englische Versionen von Polnischen Drehbüchern: Little Caroline (Film in Produktion) und A Dalmatians point of view (TV-Serie für Kinder)
- Drehbücher: „So nahe und so weit“, „Hela w opalach“ – die polnische Adaptierung der amerikanischen TV-Serie „Grace under fire“
- Theaterstücke – Übersetzungen aus dem Deutschen ins Polnische:
  - Tee in Richmond (Esther Vilar), in einer Zusammenarbeit mit Grazyna Dylag, auch fürs TV Theater
  - Eifersucht (Esther Vilar), auch fürs TV Theater (Regie: Krystyna Janda)
  - Strategie der Schmetterlinge (Esther Vilar)
  - Moskito, (Esther Vilar)
  - „Alt heißt schön“, (Esther Vilar)
- Theaterstücke – Übersetzungen aus dem Englischen ins Polnische:
  - Fully committed von Becky Mode (Übersetzung und Adaptation)
- Theaterstücke:
  - Praktyka wzglednosci (Relativity in Practice)
  - So nahe und so weit
  - Unser Hainzelmännchen
  - Zwischen Ende und Anfang
  - Talk to you on Facebook
  - Schmetterlinge waren früher
  - Third time is a charm
- Artikel und Photos in Die Presse (Österreich), Rzeczpospolita (Polen), Gutenberg (Polen)
- Songtexte auf mehreren CDs und in Filmen